# Капрезе Микеланджело
Капрѐзе Микела̀нджело (на италиански: Caprese Michelangelo, на местен диалект Capresa, Капреза) е село и община в централна Италия, провинция Арецо, регион Тоскана. Разположено е на 653 m надморска височина. Населението на общината е 1551 души (към 2010 г.).
В това село е роден ренесансовият художник Микеланджело Буонароти, в 6 март 1475 г.